# Mieczysław Nowak
Mieczysław Nowak (Chomęcice, 22 dicembre 1936 – Nowy Dwór Gdański, 17 maggio 2006) è stato un sollevatore polacco che ha gareggiato prevalentemente nella categoria dei pesi piuma (fino a 60 kg.).
Ha partecipato a tre edizioni dei Giochi Olimpici ed è stato medagliato olimpico e mondiale e campione europeo.

## Biografia
Nowak iniziò a ottenere risultati importanti a livello internazionale partecipando alle Olimpiadi di Tokyo 1964, valide anche come campionati mondiali di sollevamento pesi, dove riuscì a salire sul podio nei pesi piuma con la medaglia di bronzo, sollevando 377,5 kg. nel totale su tre prove, dietro a due fuoriclasse quali il giapponese Yoshinobu Miyake (397,5 kg., record mondiale) e lo statunitense Isaac Berger (382,5 kg.).
L'anno successivo vinse la medaglia d'oro ai campionati europei di Sofia con 365 kg. nel totale e, qualche mese dopo, la medaglia d'argento ai campionati mondiali di Teheran con 375 kg. nel totale, battuto da Miyake.
Nel 1966 ottenne le stesse medaglie dell'anno precedente, raggiungendo il secondo posto ai campionati mondiali ed europei di Berlino Est con 382,5 kg. nel totale, ancora dietro a Yoshinobu Miyake (387,5 kg.) e conquistando, pertanto, la medaglia d'argento mondiale e la medaglia d'oro europea.
Nel 1968, nel mese di giugno, si confermò sul tetto continentale, vincendo la sua terza medaglia d'oro consecutiva ai campionati europei di Leningrado con 380 kg. nel totale.
Nel mese di ottobre dello stesso anno partecipò alle Olimpiadi di Città del Messico 1968, valide anche come campionato mondiale, terminando la gara al 5º posto con 375 kg. nel totale.
Nel mese di giugno 1970, scendendo alla categoria inferiore dei pesi gallo (fino a 56 kg.), vinse la medaglia d'argento ai campionati europei di Szombathely con 362,5 kg. nel totale, battuto dal fuoriclasse ungherese Imre Földi (372,5 kg.). Lo stesso anno, nel mese di settembre, risalendo alla categoria dei pesi piuma, vinse i campionati mondiali di Columbus con 392,5 kg. nel totale, ma fu squalificato per doping insieme al 2º e 3º classificato di quella gara.
Nel 1972, nel mese di maggio, vinse la medaglia di bronzo ai campionati europei di Costanza con 375 kg. nel totale; più tardi, nel mese di agosto, partecipò alle Olimpiadi di Monaco di Baviera 1972, concludendo la gara al 7º posto finale con 375 kg. nel totale.
Al termine dell'attività agonistica si dedicò all'attività di allenatore di sollevamento pesi.